# Cassai Sul
Cassai Sul, também chamada simplesmente de Cassai ou grafada como Kassai-Sul, é uma vila e comuna angolana que se localiza na província da Lunda Sul, pertencente ao município de Muconda.